# Ormiscodes cinnamomea
Ormiscodes cinnamomea is een vlinder uit de familie nachtpauwogen (Saturniidae), onderfamilie Hemileucinae.
De wetenschappelijke naam van de soort is voor het eerst geldig gepubliceerd door Feisthamel in 1839.